# Vampiro per caso
Vampiro per caso (Liar, Liar, Vampire) è un film andato in onda in prima tv il 12 ottobre 2015 su Nickelodeon. I protagonisti sono Rahart Adams che ha recitato in Emma una strega da favola e Brec Bassinger che ha recitato in Bella e i Bulldogs.

## Trama
In seguito all'ennesimo trasloco, il fantasioso liceale Davis Pell arriva nella cittadina di Forksley e diviene improvvisamente famoso: la gente crede che sia un vampiro per alcune coincidenze, come, per esempio, il suo odio per l'aglio o il fatto che alcuni bulli lo abbiano bagnato con l'acqua facendo sembrare che brillasse. 
Il ragazzo è aiutato a portare avanti l'inganno dalla sua amica Vi (esperta di vampiri ed innamorata di lui) gabbando tutta la scuola, in particolare l'antipatica reporter della scuola Caitlyn Crisp. 
Le conseguenze del loro scherzo però non tardano ad arrivare, fino a richiamare un bizzarro e strambo cacciatore di vampiri che cerca in tutti i modi di uccidere Davis con i tentativi più disparati e inconcludenti. Davis però non se ne cura e concede un appuntamento amoroso con Caitlyn, la quale viene a sapere dell'inganno del falso vampiro e fa diventare Davis un reietto della scuola.
Nel frattempo il cacciatore di vampiri rapisce Vi. Davis sfida il cacciatore in una gara di sguardi nella quale Davis vince ma risparmia il cacciatore diventando così amici. Davis, quindi, si ricongiunge con Vi e la lega a sè come nuova fidanzata.